# طاووسية السيدة الجميلة
طاووسية السيدة الجميلة أو أبو الوشي الجميل أو بَشُّورة الحُرْشُف أو الفراشة الملونة (الاسم العلمي: Vanessa cardui) هي فراشة من الحورائيات برقتها تطول من 3 إلى 4 سم. وهي سمراء اللون تحمل على كل جانب من جانبيها خط أصفر باهت، ويقطب ثبجها من مؤخر الرأس إلى الشرج خط من الهلب الأبرش. وهي تركب جميع أجناس وأنواع الحرشف أخصها الأرضي شوكي. أعطانها جميع أنحاء العالم باستثناء القارة القطبية الجنوبية وأمريكا الجنوبية.
تُسمى أيضًا بشورة الحرشف، وتعرف محليًا باسم أبو دقيق الخبازي العادي أو أبو دقيق الخبيزة أو أبو دقيق الخبازي.

## معرض صور

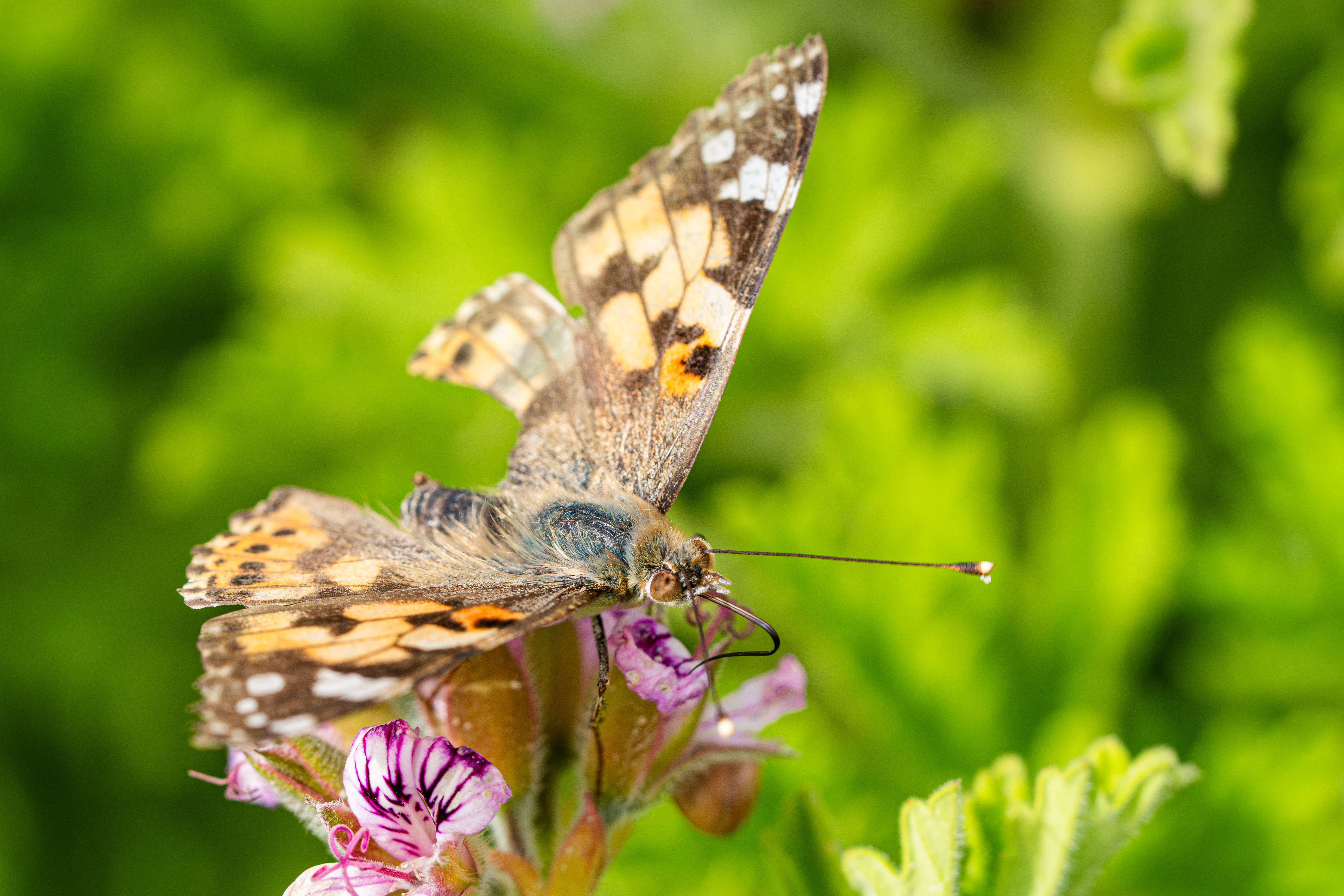
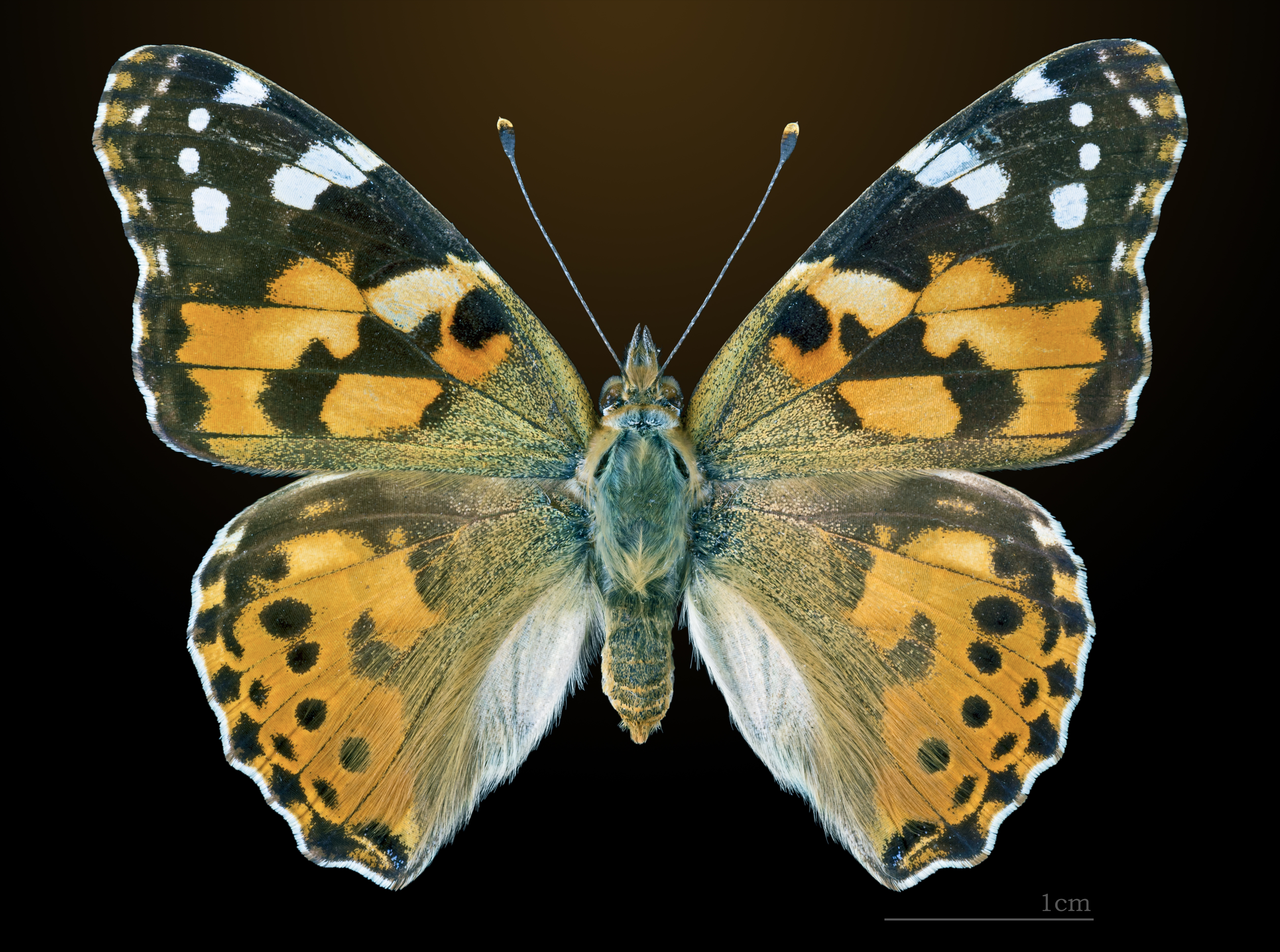
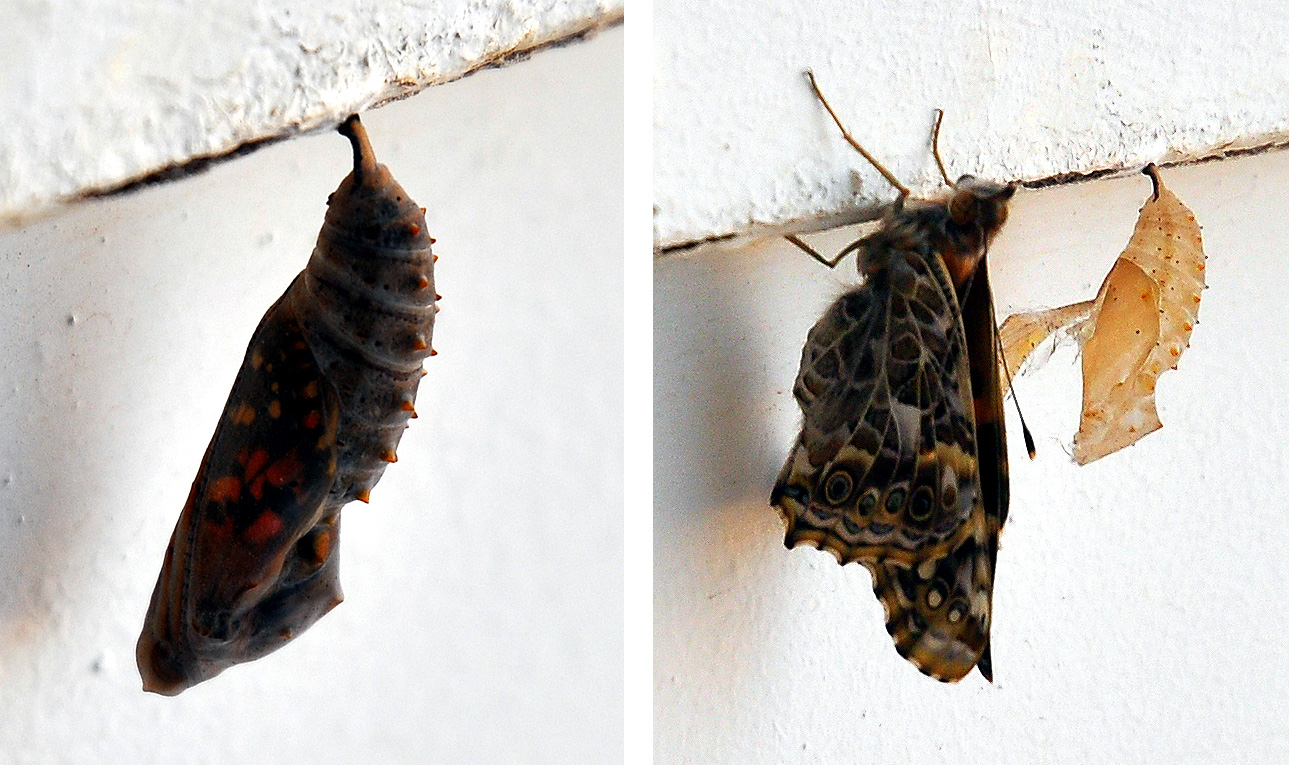
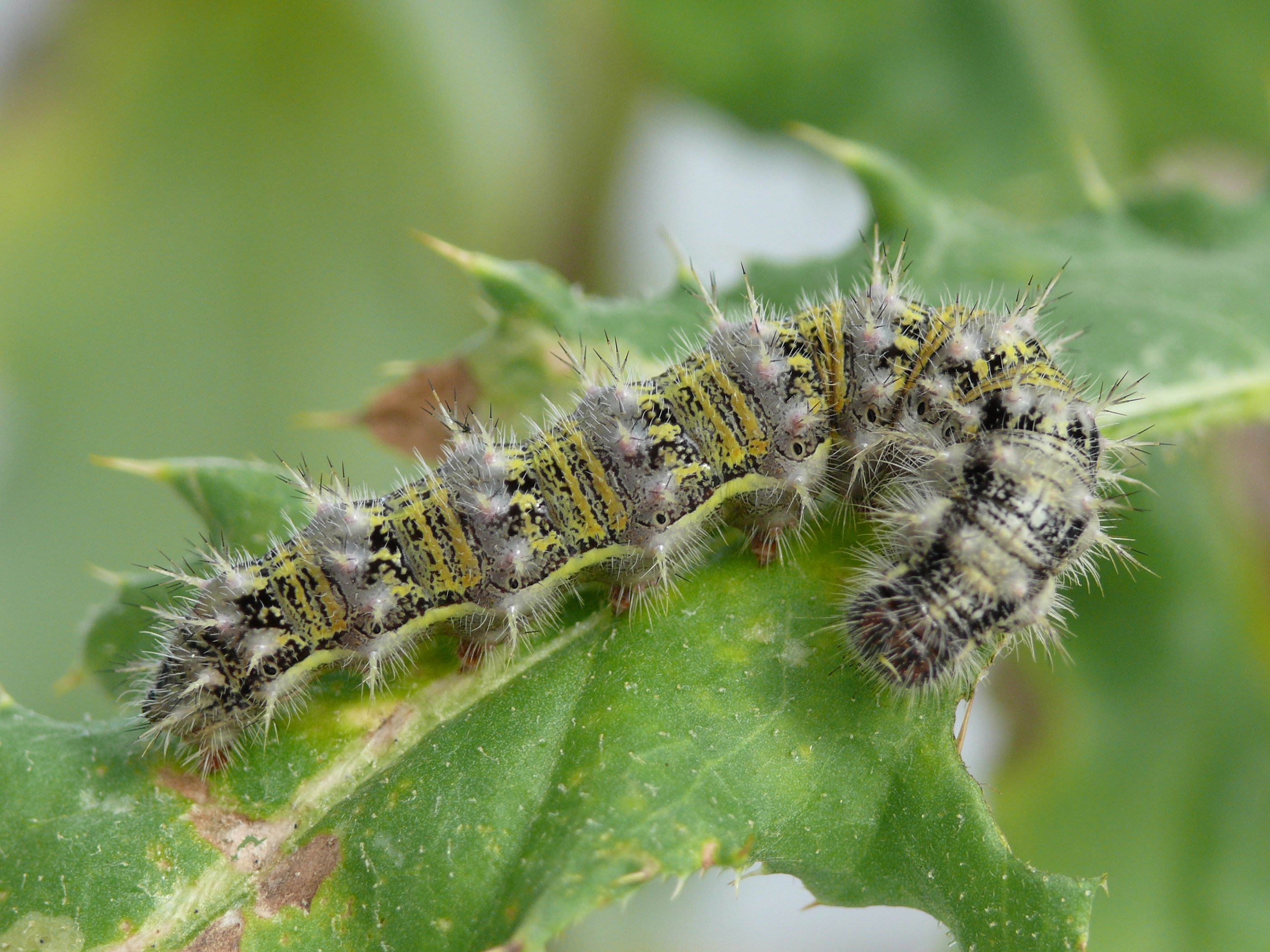
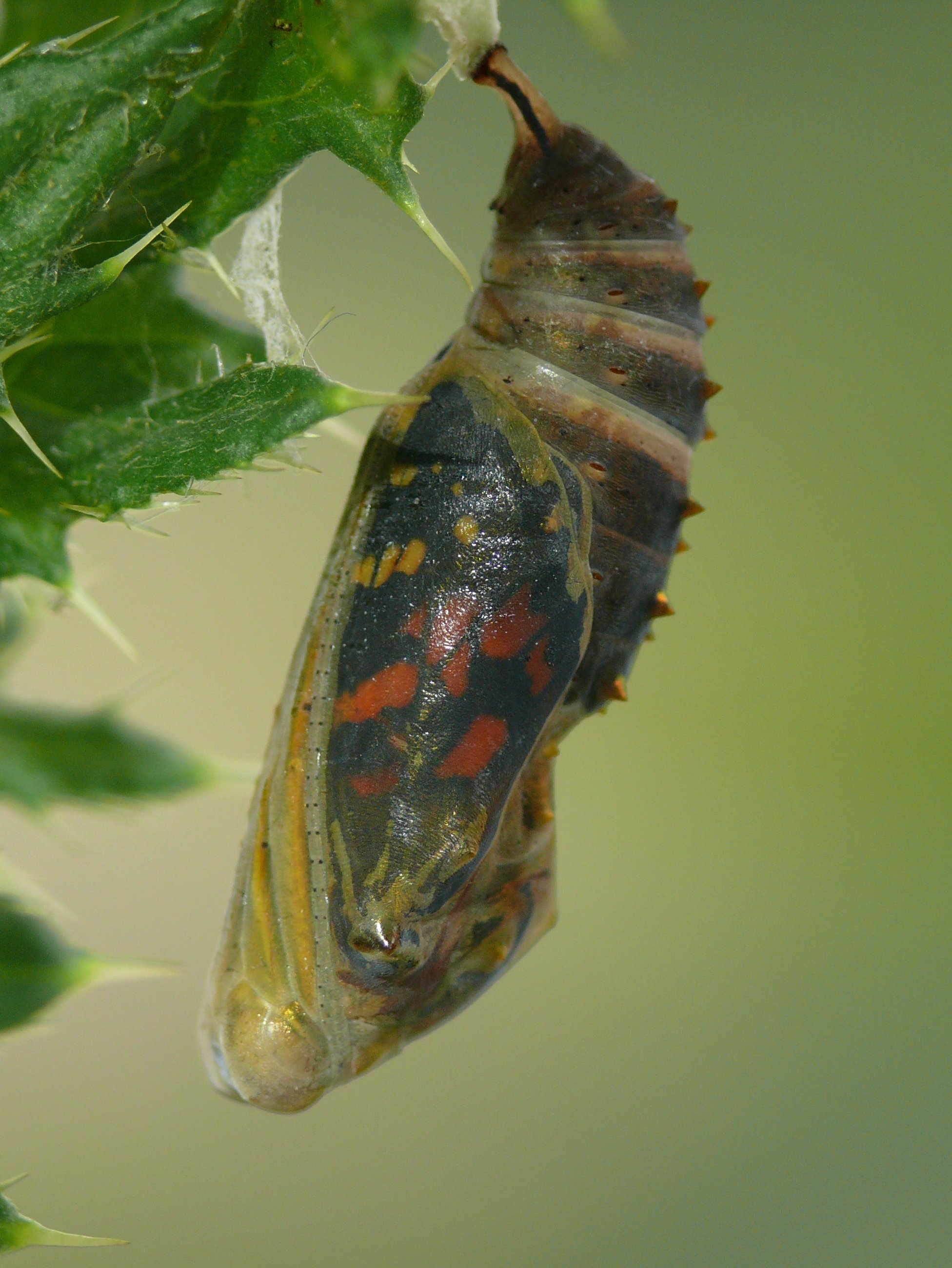
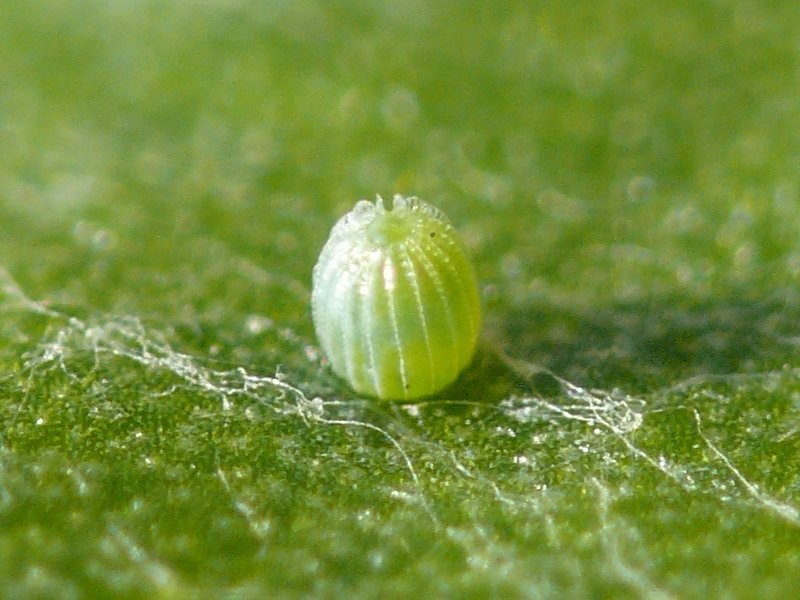
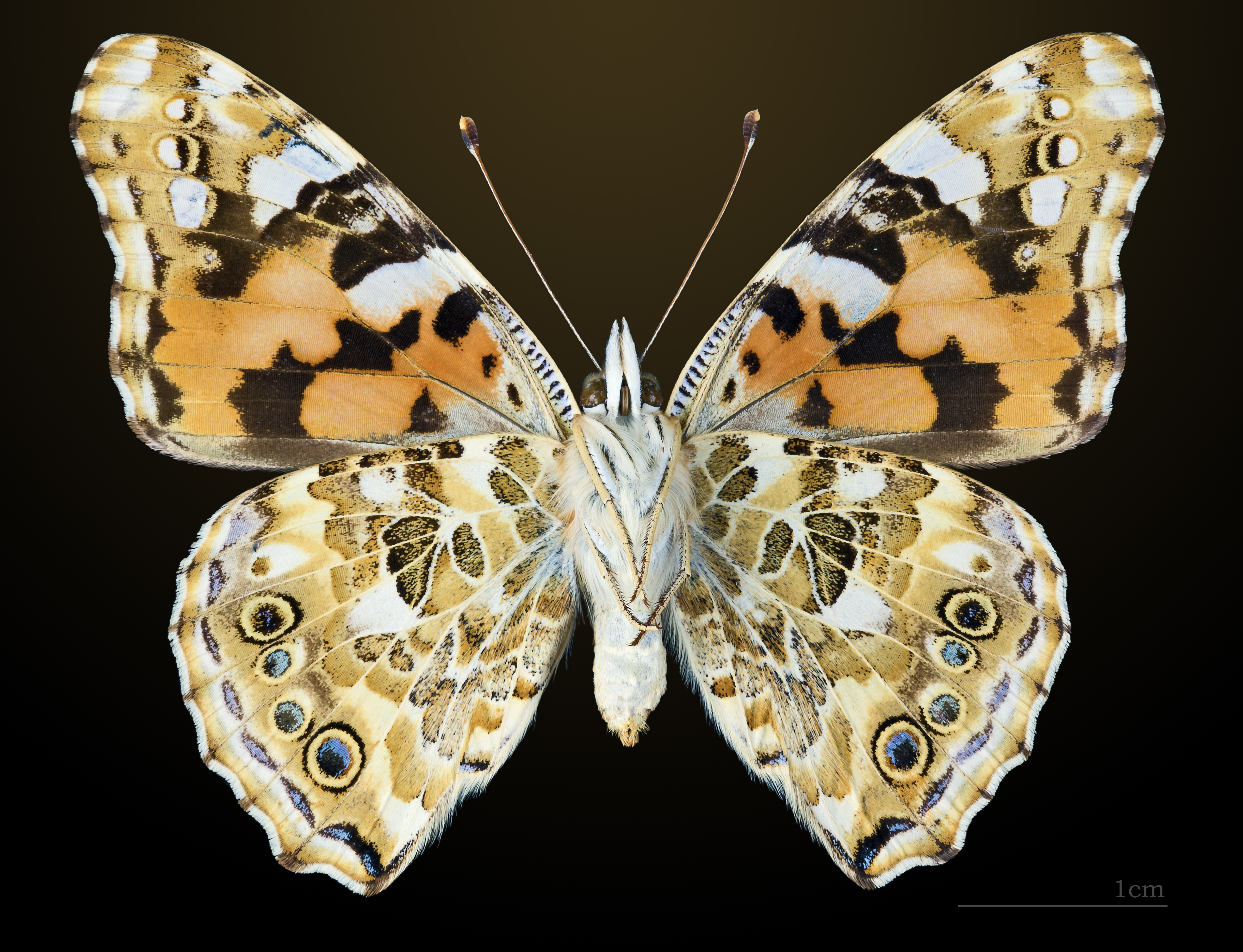